# Малахов курган
Мала́хов курга́н — тактически важная высота на Корабельной стороне Севастополя, получившая всемирную известность во время Крымской войны благодаря героической обороне русскими войсками от англо-французских войск в 1854—1855 годах. В 1941—1942 гг. — один из пунктов советской обороны против немецких захватчиков. Одно из самых посещаемых туристами мест Севастополя. Музейная экспозиция относится к Севастопольскому военно-историческому музею-заповеднику.

## Происхождение названия
Впервые название господствующей высоты как Малахова кургана появилось на генеральном плане Севастополя в 1851 году. Документы, хранящиеся в Центральном государственном архиве Военно-морского флота России, позволяют утверждать, что курган назвали по имени капитана Михаила Михайловича Малахова. В 1827 году Михаил Малахов переселился из Херсона в Севастополь, поселился на Корабельной стороне и стал командовать ротой 18-го рабочего экипажа. За сравнительно короткое время капитан Малахов снискал среди нижних чинов и бедняков славу честного и справедливого человека. В дом его, находившийся вблизи кургана, шли с просьбами и спорными вопросами. Вскоре фамилией капитана стал называться весь курган.

## История

### Во время Крымской войны

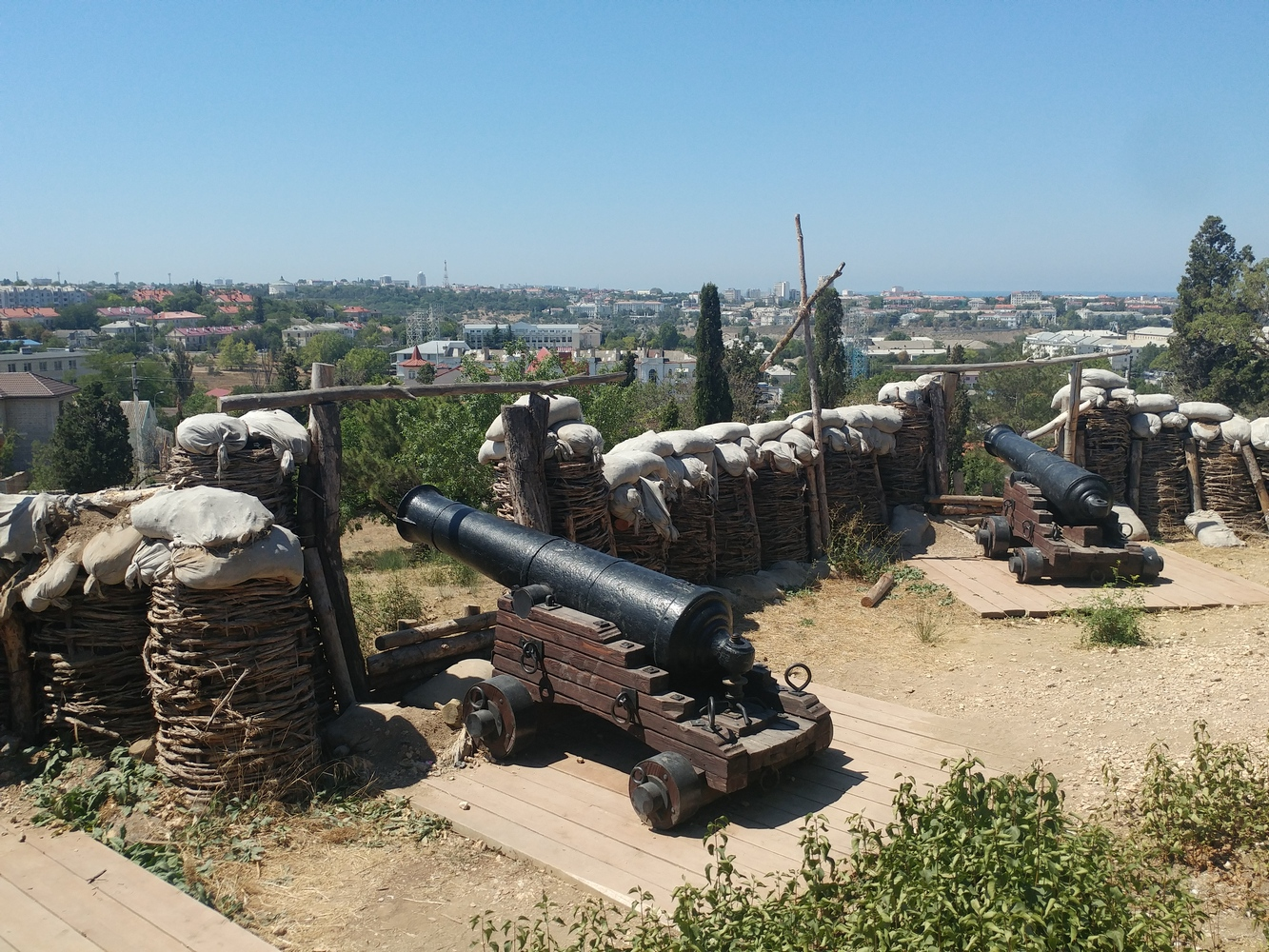
Воспроизведение артиллерийской батареи на Малаховом кургане

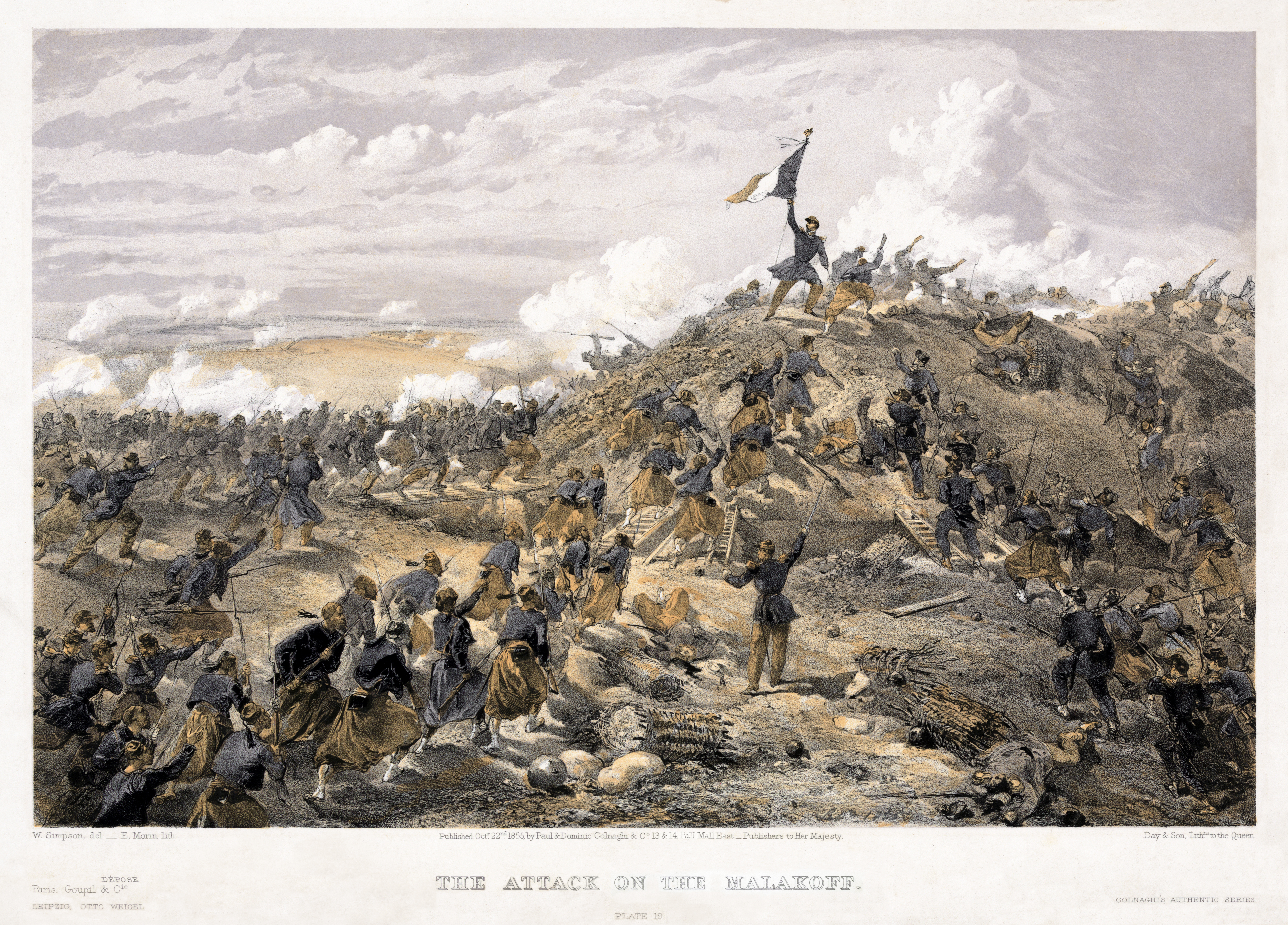
Взятие Малахова кургана французскими и османскими войсками 7 сентября 1855 года

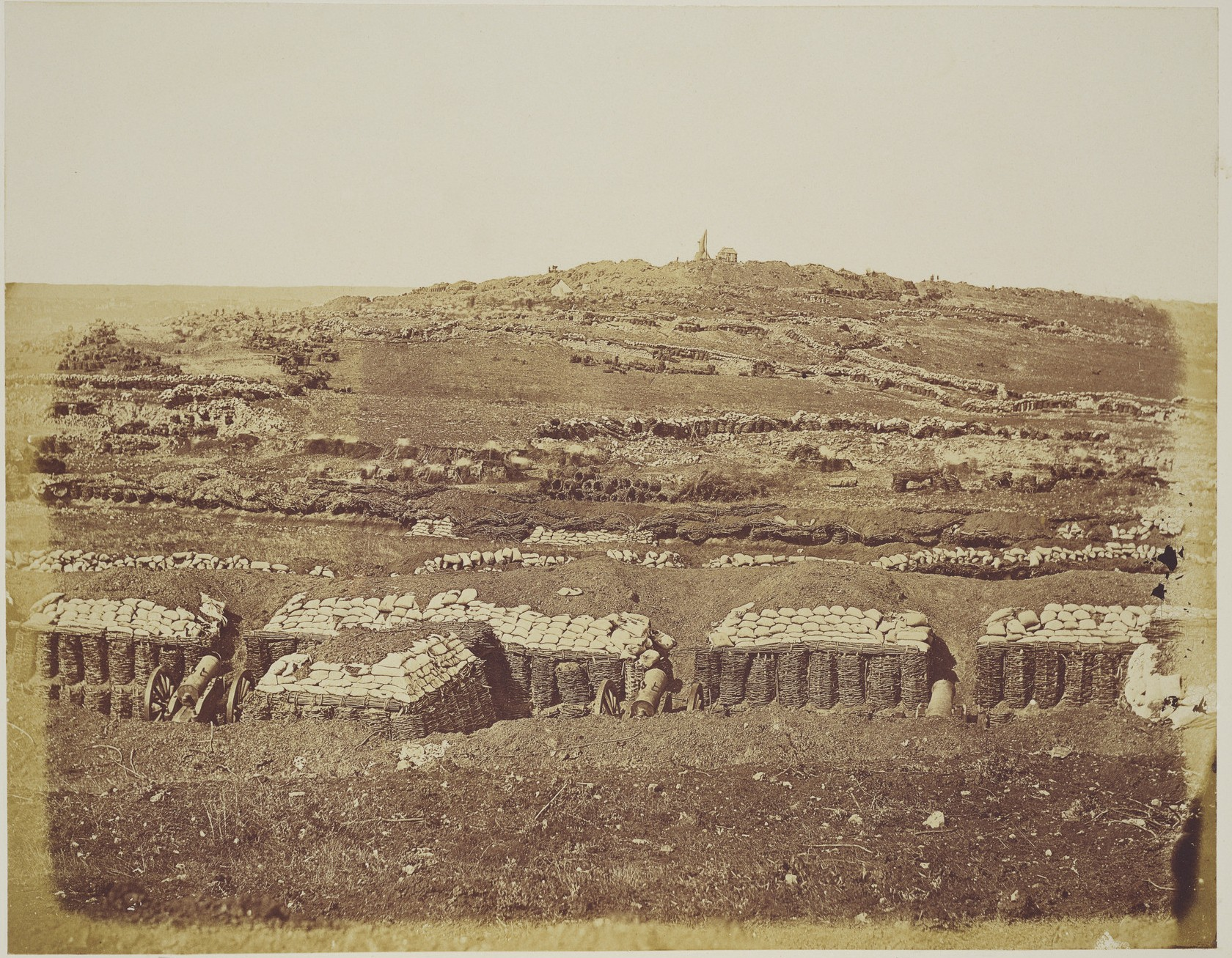
Вид Малахова кургана с форта Мамелон после окончания осады. Фотография Джеймса Робертсона, 1855

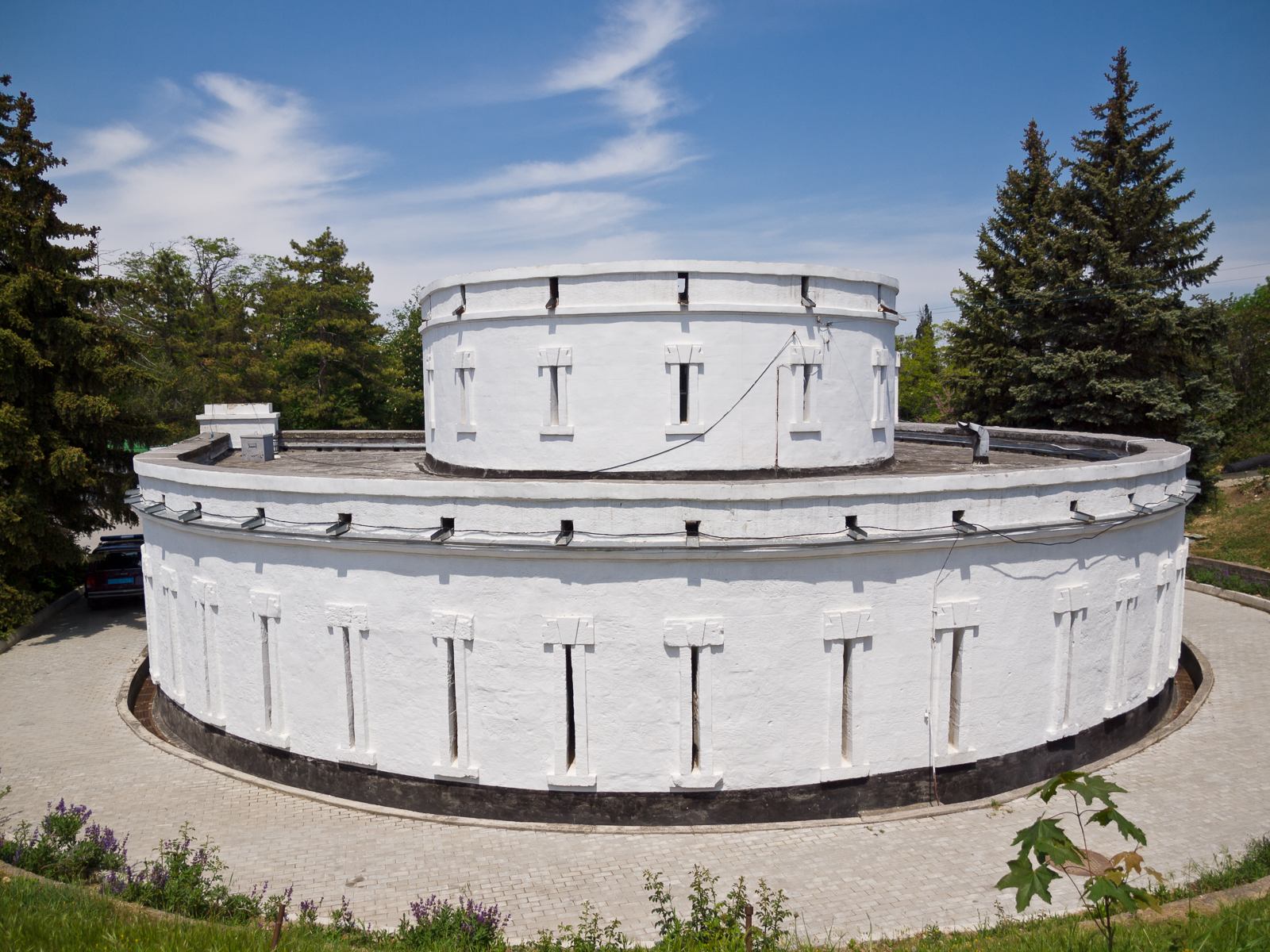
Оборонительная (Каменная) башня на Корниловском бастионе

В июле 1854 года в юго-восточной части Малахова кургана на средства, собранные жителями города, по проекту инженера Ф. А. Старченко был построен оборонительный бастион, названный впоследствии Корниловским, который сохранился до наших дней. В обиходе его называли Каменной башней.
В начале октября 1854 года англо-франко-турецкие войска впервые подошли к Севастополю. 5 (17) октября произошла первая бомбардировка Севастополя с моря и суши. Во время этой бомбардировки английским батареям удалось частично разрушить 3-й бастион обороны города. Несмотря на большое количество выпущенных снарядов, больших разрушений в городе и на Малаховом кургане не было. Разрушенные укрепления быстро восстанавливались и спешно строились новые. Во время кампании 1854 года на кургане был построен главный бастион Корабельной стороны, входивший в IV дистанцию оборонительной линии, которой до 7 марта 1855 года командовал контр-адмирал В. И. Истомин. На вооружении бастиона в августе 1855 года находилось 9 батарей и 76 орудий. Малахов курган был защищён рядами фортификационных сооружений.
Летом 1855 года Севастополь был взят в плотное кольцо[уточнить] и подвергнут артиллерийскому обстрелу. По свидетельству очевидцев, с 5 по 8 августа (17—20 августа) по городу почти непрерывно вёлся огонь из 800 орудий. Потери обороняющихся в день по разным оценкам составляли 900—1000 человек; с 9 по 24 августа (21 августа — 5 сентября) огонь ослаб, но тем не менее у гарнизона каждый день выбывало из строя 500—700 человек.
24 августа (4 сентября) начался усиленный обстрел, заставивший умолкнуть артиллерию Малахова кургана и 2-го бастиона обороны города. Севастополь и Малахов курган представляли груду развалин, исправление которых сделалось невозможным. 
27 августа (8 сентября) после усиленной артподготовки в полдень союзники бросились на штурм руин бастионов Малахова кургана и встретили серьёзное сопротивление русских. Через полчаса французы овладели Малаховым курганом, и хотя на всех остальных пунктах обороняющиеся отбили атаку, дальнейшая оборона Севастополя была просто бессмысленна с военной точки зрения. Князь Горчаков решил покинуть южную часть Севастополя и в течение ночи перевёл свои войска на северную сторону. Город был зажжён, пороховые погреба взорваны, военные суда, стоявшие в бухте, затоплены. 30 августа (11 сентября) войска антироссийской коалиции вступили в Севастополь.
Одним из семерых выживших защитников Каменной башни на Малаховом кургане, которых французы после штурма нашли среди трупов, оказался тяжело раненый Василий Иванович Колчак — впоследствии генерал-майор артиллерии, отец знаменитого адмирала Александра Колчака. Французский маршал Пелисье по случаю взятия кургана получил победный титул герцога Малаховского (duc de Malakoff).

### Во время Гражданской войны
15 (28) декабря 1917 года на Малаховом кургане экипажи эсминцев «Фидониси» и «Гаджибей» расстреляли всех своих офицеров, общим числом 32 человека. Это стало одним из первых актов начинающегося в Крыму красного террора

### Во время Великой Отечественной войны
В ноябре и декабре 1941 года на Малаховом кургане вела контрбатарейную борьбу 111-я морская артиллерийская батарея, экипированная орудиями калибра 130 мм. Когда закончились боеприпасы, защитники кургана вывели из строя орудия и ночью 1 июля 1942 года отступили в район 35-й береговой батареи.

## Память об оборонах Малахова кургана
- В 1958 г. на оборонительной («Каменной») башне кургана зажжён вечный огонь. В башне находится филиал музея «Героическая оборона и освобождение Севастополя».
- Вид с Малахова кургана в день 6 июня 1855 года изображен на панораме «Оборона Севастополя», созданной в 1904 году. В этот день 75-тысячная русская армия успешно отразила натиск 173-тысячного англо-французского войска.
- Описание обороны с точки зрения русских войск дано Львом Толстым в «Севастопольских рассказах» (1855). О том же рассказывает патриотическая повесть Сергея Григорьева «Малахов курган» (1940).
- Описание обороны Севастополя с точки зрения французских войск содержится в приключенческом романе Луи Буссенара о похождениях капитана Сорви-голова «Герои Малахова кургана» (Le Zouave de Malakoff, 1902).
- Об обороне кургана советскими войсками режиссёры Александр Зархи и Иосиф Хейфиц в 1944 году сняли фильм «Малахов курган».
- Название Малакофф (Malakoff) носит пригород Парижа, где в XIX веке была построена копия Каменной башни кургана. Традиционное блюдо швейцарского кантона Во — закуска из сыра, именуемая «Малакофф».
- В бразильском Ресифи в честь мужества защитников Малахова кургана в 1855 году была названа башня военно-морского арсенала[порт.]), в которой также располагалась обсерватория. Сейчас там находится музей и продолжает действовать обсерватория.
- В честь Каменной башни на Малаховом кургане малаховскими башнями[нем.] в Германии называют оборудованные особым образом шурфы шахт.
- В Люксембурге находится улица Malakoff и башня[люкс.] возведенная в память об этой битве.

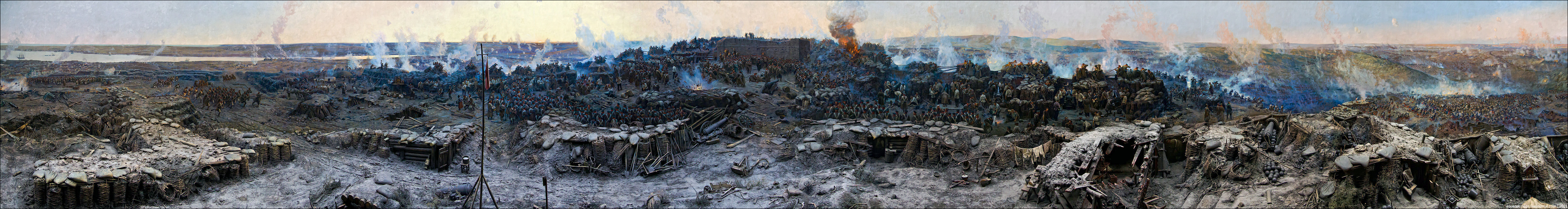
Панорама «Оборона Севастополя» (фрагмент)